# Карбонат гольмия(III)
Карбонат гольмия(III) — неорганическое соединение, 
соль гольмия и угольной кислоты с формулой Ho2(CO3)3,
желтоватые кристаллы,
не растворяется в воде.

## Получение
- Пропускание углекислого газа под давлением (15-20 атм) через раствор хлорида гольмия(III) с добавлением анилина в качестве буфера:

{\displaystyle {\mathsf {2HoCl_{3}+3CO_{2}+6C_{6}H_{5}NH_{2}+3H_{2}O\ {\xrightarrow {90^{o}C}}\ Ho_{2}(CO_{3})_{3}+6[C_{6}H_{5}NH_{2}\cdot HCl]}}}

## Физические свойства
Карбонат гольмия(III) образует желтоватые кристаллы,
не растворяется в воде.
Образует кристаллогидраты состава Ho2(CO3)3•H2O и Ho2(CO3)3•3H2O.